# Casacconi
Casacconi (en corse : Casaccuni [kaˈzakkuni]) est une ancienne piève de Corse. Située dans le nord-est de l'île, en Castagniccia, elle relevait de la province de Bastia sur le plan civil et du diocèse de Mariana sur le plan religieux.

## Géographie
Le territoire de l'ancienne piève de Casacconi correspond aux territoires des communes actuelles de :
- Prunelli-di-Casacconi ;
- Olmo ;
- Monte ;
- Penta-Acquatella ;
- Ortiporio ;
- Crocicchia ;
- Campile.

Les pièves limitrophes de Casacconi sont :

## Religion

### La piévanie
L'église piévane, ou « pieve » de Casacconi était l'église de Santa Maria Assunta, située sur la commune de Penta Acquatella. Elle est attestée par le lieu-dit Pieve. L'antique église piévane a été remplacée par une église de style classico-baroque. La piévanie fut transférée à Monte entre 1595 et 1629 avant d'être rétablie à Santa Maria Assunta.

### Organisation paroissiale
Le découpage paroissial est resté stable du XVIe siècle jusqu'à la fin du XVIIIe siècle avec une division en 6 paroisses :
- Sant'Agostino à Ortiporio ;
- Sant'Andrea à Crocicchia ;
- Santa Maria Assunta à Acquatella ;
- San Pietro à Campile ;
- San Quirico à Olmo ;
- San Salvatore à Monte ;

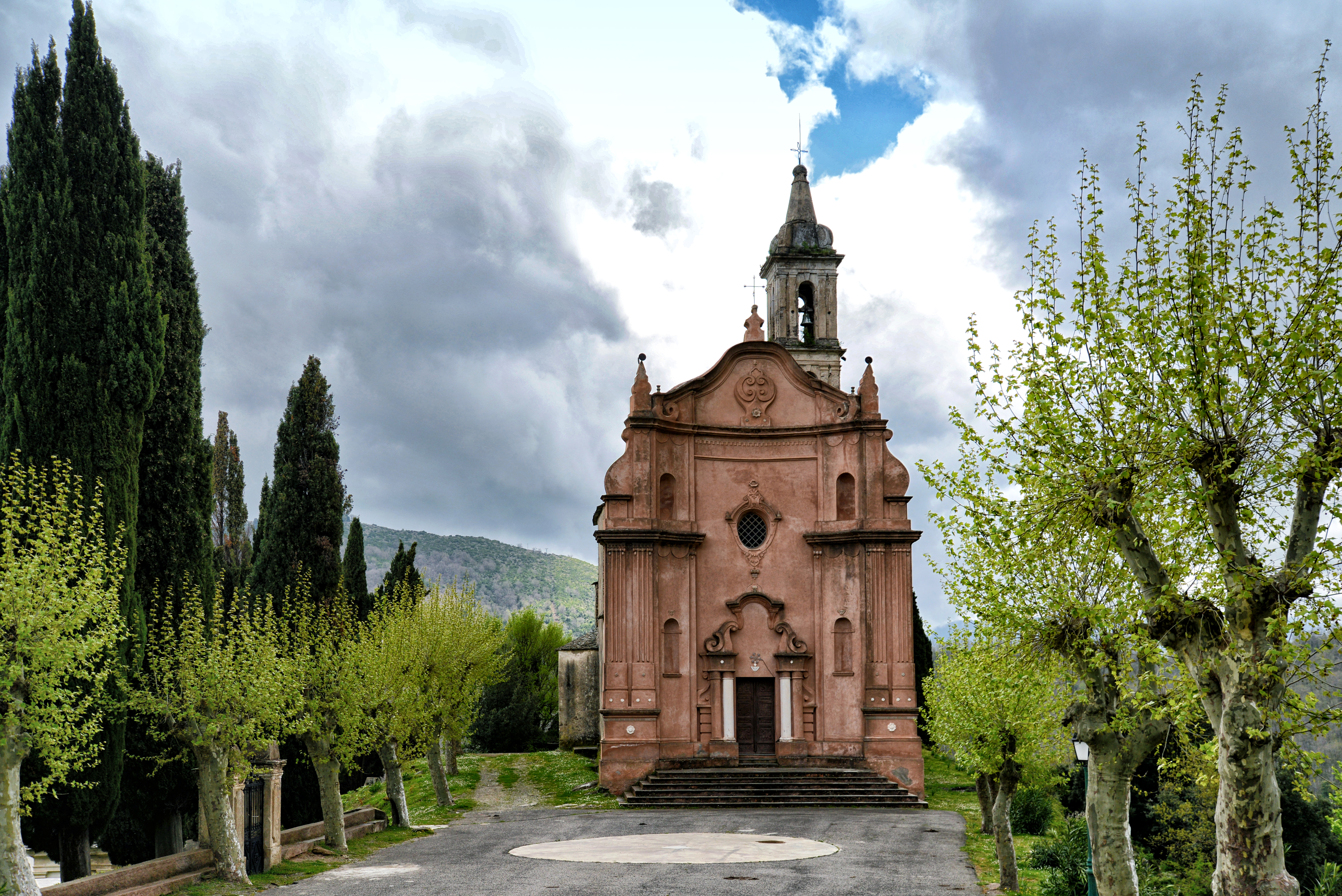
Église Saint-Augustin d'Ortiporio.
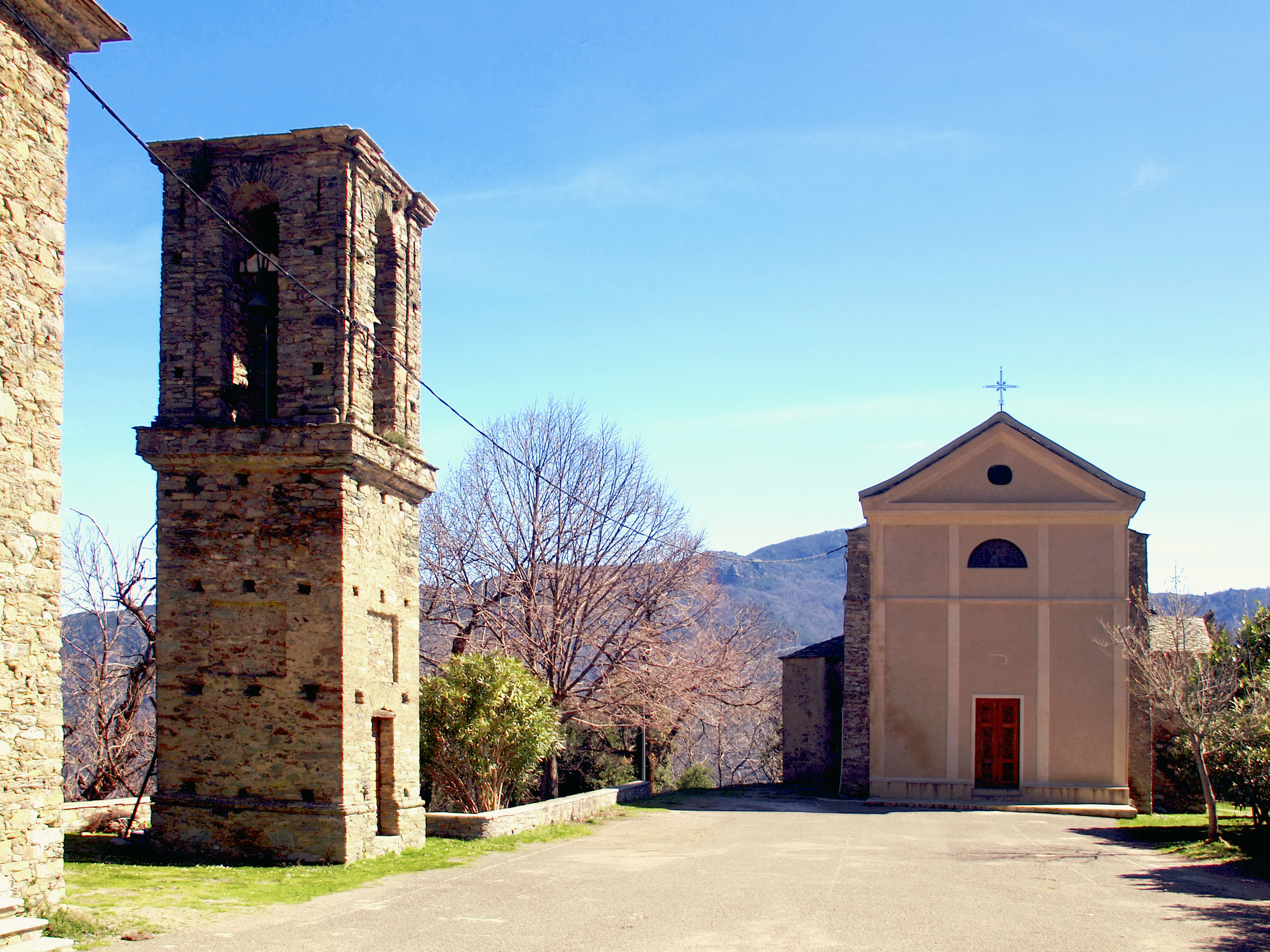
Église Saint-André de Crocicchia.
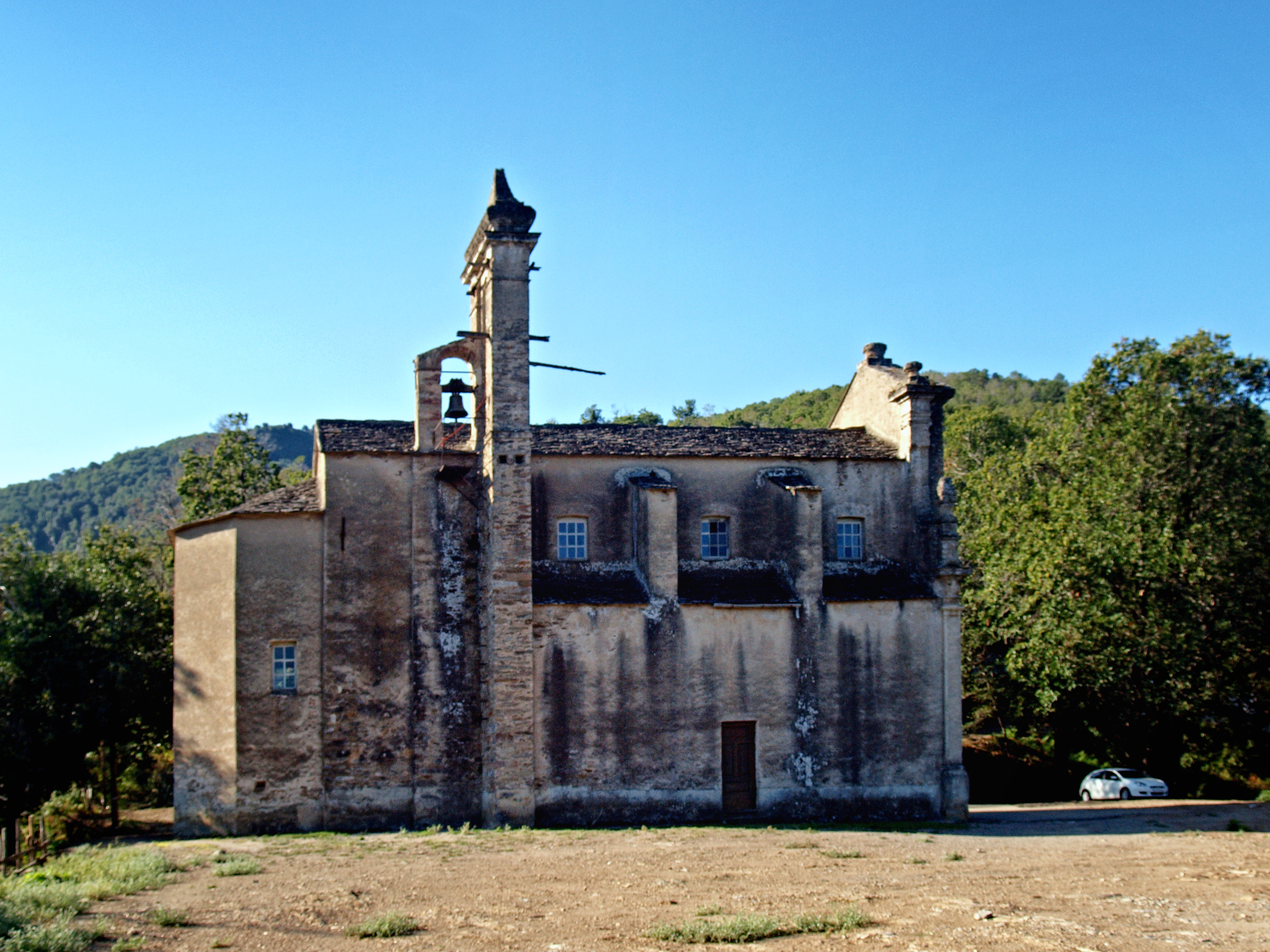
Église de la Nativité de la Vierge de Penta-Acquatella.
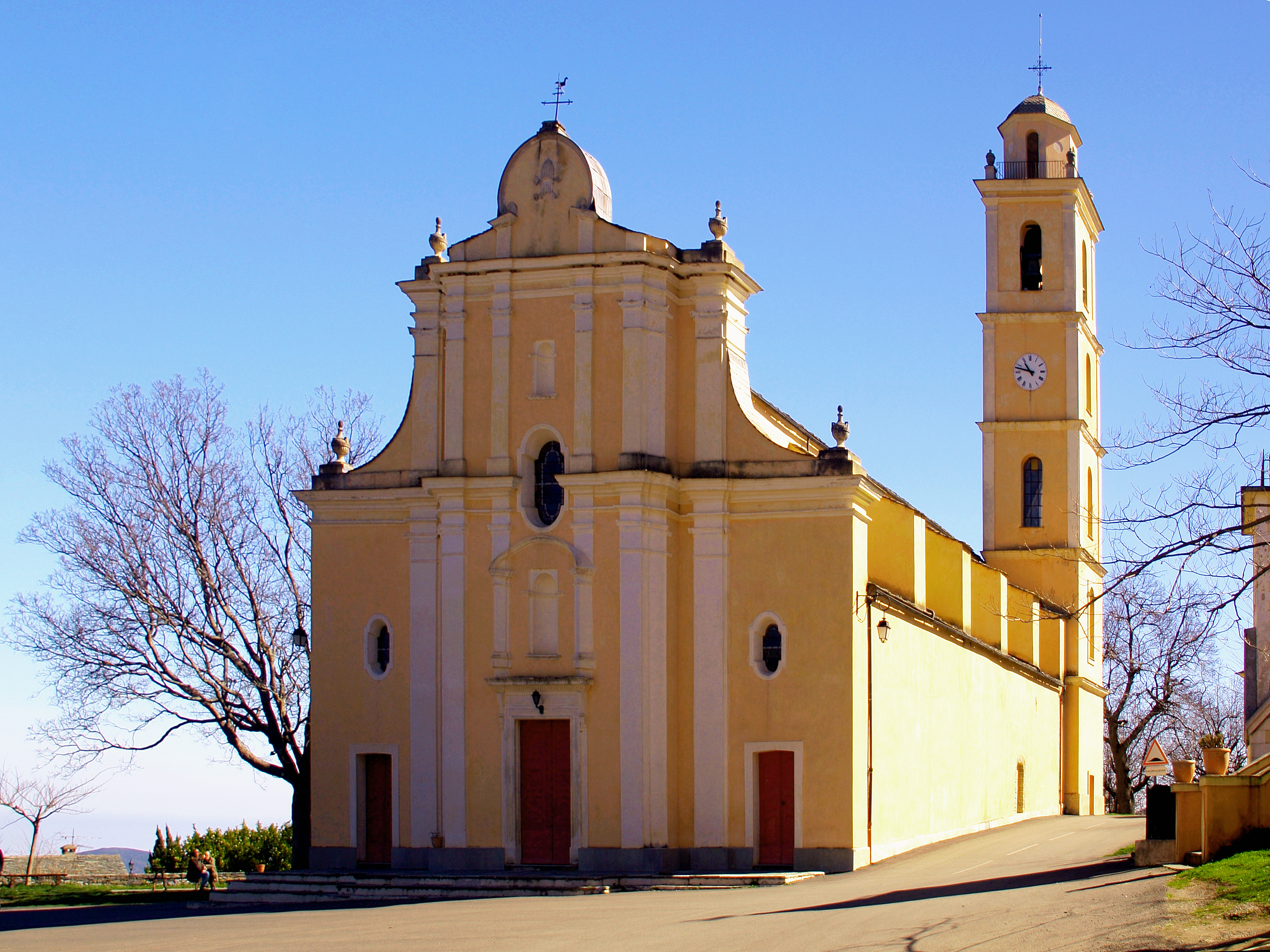
Église Saint-Pierre-Saint-Paul de Campile.

Le territoire du vicariat forain de Casacconi instauré sous l'épiscopat de Giovan Battista Centurione (évêque de Mariana entre 1570 et 1584) demeura inchangé jusqu'à la Constitution civile du clergé en 1790 après l'arrivée des Français.
Lors de la réorganisation ecclésiastique consécutive à l'instauration du régime concordataire de 1801, la cure cantonale fut maintenue à Penta-Acquatella. À la suite de la suppression du diocèse de Mariana, les paroisses de Casacconi furent rattachées au diocèse d'Ajaccio, tout comme l'ensemble des paroisses de la Corse.
Le début du XIXe siècle vit également l'érection de 3 nouvelles paroisses aux villages de Crocicchia, Carogno et Prunelli par démembrement des paroisses de Crocicchia (Sant'Andrea), Monte et Olmo.